# Johannes Fehlhaber
Johannes Fehlhaber (* 21. März 1917 in Taura-Burgstädt (Sachsen); † 8. Oktober 1990 in Bremen) war ein deutscher Politiker (SPD) und Mitglied der Bremischen Bürgerschaft. 

## Biografie
Fehlhaber war als Verwaltungsangestellter in Bremen tätig. 
Er wurde Mitglied der SPD und war von 1959 bis 1963 Mitglied der 5. Bremischen Bürgerschaft. Dort war er Mitglied verschiedener Deputationen.
Fehlhaber war verheiratet und hatte Kinder.